# Chaîne Créole
La Chaîne Créole (en anglais : Creole Channel, en créole : Senn Kreol) est une chaîne télévisée mauricienne, appartenant à la Mauritius Broadcasting Corporation et diffusant des programmes en Créole sur des sujets tels que la cuisine, la musique, des documentaires etc. La chaîne diffuse également des programmes radio pré-enregistrés.

## Programmes
- 2 Kouzin Sek
- Ti Gale
- Refle Nou Zil
- Itinerer
- Itinerer Rodrig
- Dossier Senn Kreol
- Sports Moris
- Balad dan Villaz
- Valer Artis
- Arsiv MBC
- Klip Kompil (Musical Show)
- Bonzour Nu Zil
- Kitikoui
- Lavi Zoli en XXL
- Morisien Kone Ou Drwa ek Devoir
- Etre Femme
- Memwar Nu Zanset
- Beauty Queen
- Morisien Kone Ou La Santé
- Fami Pa Kontan (série télévisée de la MBC)
- Mazavarou (émission de cuisine Seychelloise de SBC)
- Kapatya (émission de découverte Seychelloise de SBC)
- Knockout (émission Seychelloise de SBC)
- Tremolo (émission Seychelloise de SBC)